# 明永町 (横手市)
明永町（みょうえいちょう）は、秋田県横手市の町。郵便番号は013-0004。

## 地理
横手地域の南部に位置し、東で睦成、西で新坂町、北東で台所町、北で追廻と隣接する。住宅街が広がっており、町域の西側を秋田県道272号御所野安田線が掠め、北東には町域の外に「明永沼」という沼がある。

## 歴史
2005年（平成17年）10月1日に横手市が発足、同日より町名の読み方が「みょうえいまち」から「みょうえいちょう」へと変更された。

## 世帯数と人口
2020年（令和2年）10月1日現在の世帯数と人口は以下の通りである。
| 丁目   | 世帯数 | 人口  |
| ------ | ------ | ----- |
| 明永町 | 81世帯 | 193人 |

## 小・中学校の学区
市立小・中学校に通う場合、学区（校区）は以下の通りとなる。
| 番地 | 小学校             | 中学校               |
| ---- | ------------------ | -------------------- |
| 全域 | 横手市立朝倉小学校 | 横手市立横手北中学校 |

## 交通

### 鉄道
町内に駅はない。最寄り駅は駅前町にあるJR東日本奥羽本線・北上線の横手駅。

### 道路
- 秋田県道272号御所野安田線

## 施設
- 熊野神社